# Pozdišovský chrbát
Pozdišovský chrbát este o arie protejată (arie specială de conservare — SAC, sit de importanță comunitară — SCI) din Slovacia întinsă pe o suprafață de 112,15 ha, integral pe uscat.

## Localizare
Centrul sitului Pozdišovský chrbát este situat la coordonatele 48°44′53″N 21°49′29″E / 48.748118°N 21.824623°E.

## Înființare
Situl Pozdišovský chrbát a fost declarat sit de importanță comunitară în septembrie 2015 pentru a proteja 2 specii de animale. Situl a fost protejat și ca arie specială de conservare în octombrie 2017.

## Biodiversitate
Situată în ecoregiunea alpină, aria protejată conține 2 habitate naturale: Păduri panonice cu Quercus petraea și Carpinus betulus, Păduri stepice euro-siberiene cu Quercus spp..
La baza desemnării sitului se află mai multe specii protejate de  nevertebrate (2): croitorul mare al stejarului (Cerambyx cerdo), rădașcă (Lucanus cervus).